# Anomis melanosema
Anomis melanosema là một loài bướm đêm trong họ Erebidae.